# ديميتريوس الثاني الهندي
ديميتريوس الثاني الهندي هو ملك من الملوك الهنود الإغريق، والذي حكم لفترة قصيرة في القرن الثاني قبل الميلاد.
كان في فترة حكمه على خلاف ونزاع مع إيوكراتيدس الأول.